# Mistrzostwa świata juniorów w narciarstwie dowolnym

Mistrzostwa świata juniorów w narciarstwie dowolnym – zawody w narciarstwie dowolnym organizowane przez FIS dla zawodników poniżej 20 roku życia z całego świata. Pierwsze mistrzostwa świata juniorów w tej dyscyplinie odbyły się w lutym 2003 roku w kanadyjskim ośrodku narciarskim Marble Mountain. Następne mistrzostwa odbyły się trzy lata później w rosyjskim ośrodku Krasnoje Oziero i rok później w szwajcarskim Airolo. Od 2010 roku mistrzostwa świata juniorów rozgrywane są co roku.
Na pierwszych MŚ rozegrano zawody w czterech konkurencjach, były to: jazda po muldach, jazda po muldach podwójnych, skoki akrobatyczne oraz halfpipe. Obecnie w programie mistrzostw znajdują się następujące konkurencje: jazda po muldach, jazda po muldach podwójnych, skoki akrobatyczne, halfpipe, slopestyle, big air, skicross. 

## Organizatorzy
- 2003 –  Marble Mountain
- 2006 –  Krasnoje Oziero
- 2007 –  Airolo
- 2010 –  Otago
- 2011 –  Jyväskylä
- 2012 –  Valmalenco
- 2013 –  Valmalenco
- 2014 –  Valmalenco
- 2015 –  Valmalenco
- 2016 –  Mińsk,  Val Thorens,  Åre
- 2017 –  Valmalenco,  Crans-Montana
- 2018 –  Raubiczy,  Duved,  Cardrona
- 2019 –  Leysin,  Reiteralm,  Valmalenco,  Kläppen
- 2021 –  Krasnojarsk
- 2022 –  Leysin,  Valmalenco,  Veysonnaz
- 2023 –  Valmalenco,  Passo San Pellegrino,  Obertauern,  Cardrona
- 2024 –  Livigno/Mottolino,  Valmalenco,  Idre Fjäll
- 2025 –  Ałmaty,  Isola 2000(inne języki)

## Klasyfikacja medalowa
Stan po MŚJ 2025
| Miejsce | Państwo           |    |    |    | Razem |
| ------- | ----------------- | -- | -- | -- | ----- |
| 1.      | Stany Zjednoczone | 35 | 44 | 42 | 121   |
| 2.      | Rosja             | 25 | 21 | 32 | 78    |
| 3.      | Kanada            | 19 | 12 | 11 | 42    |
| 4.      | Szwecja           | 12 | 14 | 12 | 38    |
| 5.      | Japonia           | 12 | 8  | 6  | 26    |
| 6.      | Niemcy            | 11 | 11 | 8  | 30    |
| 7.      | Chiny             | 10 | 11 | 10 | 31    |
| 8.      | Szwajcaria        | 10 | 10 | 17 | 37    |
| 9.      | Francja           | 7  | 11 | 11 | 29    |
| 10.     | Białoruś          | 7  | 7  | 3  | 17    |
| 11.     | Kazachstan        | 7  | 6  | 4  | 17    |
| 12.     | Estonia           | 7  | 1  | 2  | 10    |
| 13.     | Norwegia          | 6  | 9  | 6  | 21    |
| 14.     | Wielka Brytania   | 5  | 5  | 7  | 17    |
| 15.     | Nowa Zelandia     | 5  | 2  | 2  | 9     |
| 16.     | Austria           | 4  | 5  | 2  | 11    |
| 17.     | Finlandia         | 3  | 4  | 5  | 12    |
| 18.     | Włochy            | 3  | 4  | 1  | 8     |
| 19.     | Czechy            | 3  | 1  | 2  | 6     |
| 20.     | Korea Południowa  | 1  | 4  | 3  | 8     |
| 21.     | Ukraina           | 1  | 3  | 5  | 9     |
| 22.     | Australia         | 0  | 0  | 1  | 1     |
| 22.     | Hiszpania         | 0  | 0  | 1  | 1     |